# Szyszkówka (Klonowo)
Szyszkówka – część wsi Klonowo w Polsce, położona w województwie kujawsko-pomorskim, w powiecie tucholskim, w gminie Lubiewo.
W latach 1975–1998 Szyszkówka administracyjnie należała do województwa bydgoskiego.